# Эйгарден
Эйгарден (норв. Øygarden) — коммуна в губернии Хордаланн в Норвегии, расположенная не нескольких островах. Административный центр коммуны — деревня Ронг (норв. Rong) на острове Ронгёй. Официальный язык коммуны — нюнорск. Население коммуны на 2007 год составляло 4168 чел. Площадь коммуны Эйгарден — 66,52 км², код-идентификатор — 1259.
Крупнейшие обитаемые острова с севера на юг:
- Тофтёй (норв. Toftøy; 7,5 кв.км)
- Ронгёй (норв. Rongøy; 2,7 кв.км)
- Бломёй (норв. Blomøy; 9,1 кв.км)
- Оэй (норв. Oøy; 6,8 кв.км)
- Алвёй (норв. Alvøy; 12 кв.км)
- Селёй (норв. Seløy; 8,7 кв.км)
- Хеллесёй (норв. Hellesøy)

## История населения коммуны
Население коммуны за последние 60 лет.

Статистика коммуны Эйгарден